# Kumkiejmy
Kumkiejmy (deutsch Kumkeim) ist ein Ort in der polnischen Woiwodschaft Ermland-Masuren. Er gehört zur Landgemeinde Górowo Iławeckie (Landsberg) im Powiat Bartoszycki (Kreis Bartenstein) – bis 1945 zum Kreis Preußisch Eylau in Ostpreußen.

## Geographische Lage
Kumkiejmy liegt vier Kilometer südlich der polnisch-russischen Staatsgrenze (EU-Außengrenze) im Nordwesten der Woiwodschaft Ermland-Masuren, neun Kilometer südwestlich der heute auf russischem Gebiet gelegenen ehemaligen Kreisstadt Preußisch Eylau (russisch Bagrationowsk) bzw. 21 Kilometer nordwestlich der jetzigen Kreismetropole Bartoszyce (deutsch Bartenstein).

## Geschichte
Das einst Comekaym genannte kleine Dorf wurde um 1400 gegründet. nach 1400 hieß es Komkeim, nach 1600 Kumckeim, nach 1774 Kumckeim, nach 1780 Kumbkeim und vor 1785 Kumkeim. Im Jahre 1874 kam die Landgemeinde Kumkeim zum neu gebildeten Amtsbezirk Gallehnen (polnisch Gałajny) im ostpreußischen Kreis Preußisch Eylau, Regierungsbezirk Königsberg. 232 Einwohner zählte Kumkeim im Jahre 1910.
Am 30. September 1928 vergrößerte sich Kumkeim um die Nachbarorte Saagen (polnisch Sigajny) und Wokellen (Wokiele), die beide eingemeindet wurden. Die Einwohnerzahl der auf diese Weise neu formierten Landgemeinde belief sich 1933 auf 356 und 1939 auf 389.
Seit 1945 gehört das gesamte südliche Ostpreußen in Kriegsfolge zu Polen. Kumkeim erhielt die polnische Namensform „Kumkiejmy“ und ist heute eine Ortschaft im Verbund der Gmina Górowo Iławeckie (Landgemeinde Landsberg) im Powiat Bartoszycki (Kreis Bartenstein), von 1975 bis 1998 der Woiwodschaft Olsztyn, seither der Woiwodschaft Ermland-Masuren zugehörig. Im Jahre 2021 zählte Kumkiejmy 37 Einwohner.

## Religion
Vor 1945 war Kumkeim in das Kirchspiel der evangelischen Kirche Eichhorn (polnisch Wiewiórki) in der Kirchenprovinz Ostpreußen der Kirche der Altpreußischen Union eingegliedert. Heute gehört Kumkiejmy zur jetzt römisch-katholischen Kirche in Gałajny (Gallehnen), deren Pfarrei zum Erzbistum Ermland gehört.

## Verkehr
Kumkiejmy liegt an einer Nebenstraße, die bei Górowo Iławeckie (Landsberg) von der Woiwodschaftsstraße 511 (frühere deutsche Reichsstraße 134) abzweigt und über Krasnołąka (Schönwiese) nach Sigajny (Saagen) bis zur polnisch-russischen Grenze verläuft und vor 1945 bis nach Pilzen (heute russisch Dubrowka) führte. Eine von Wokiele (Wokellen) kommende Straße endet außerdem in Kumkiejmy.
Eine Bahnanbindung besteht nicht.